# 马丁·纽维尔
马丁·纽维尔（英語：Martin Newell），出生于英国，是一个计算机科学家，主要研究领域为计算机图形学，因为创造了著名的计算机模型犹他茶壶（Utah teapot）而出名。
移居美国前，他和哥哥理查德·迪克·纽维尔（Richard Dick Newell）博士在英国剑桥当时的计算机辅助设计中心（CADCentre）工作。 在CADCentre期间，纽维尔兄弟和汤姆·桑查开发了纽维尔算法。

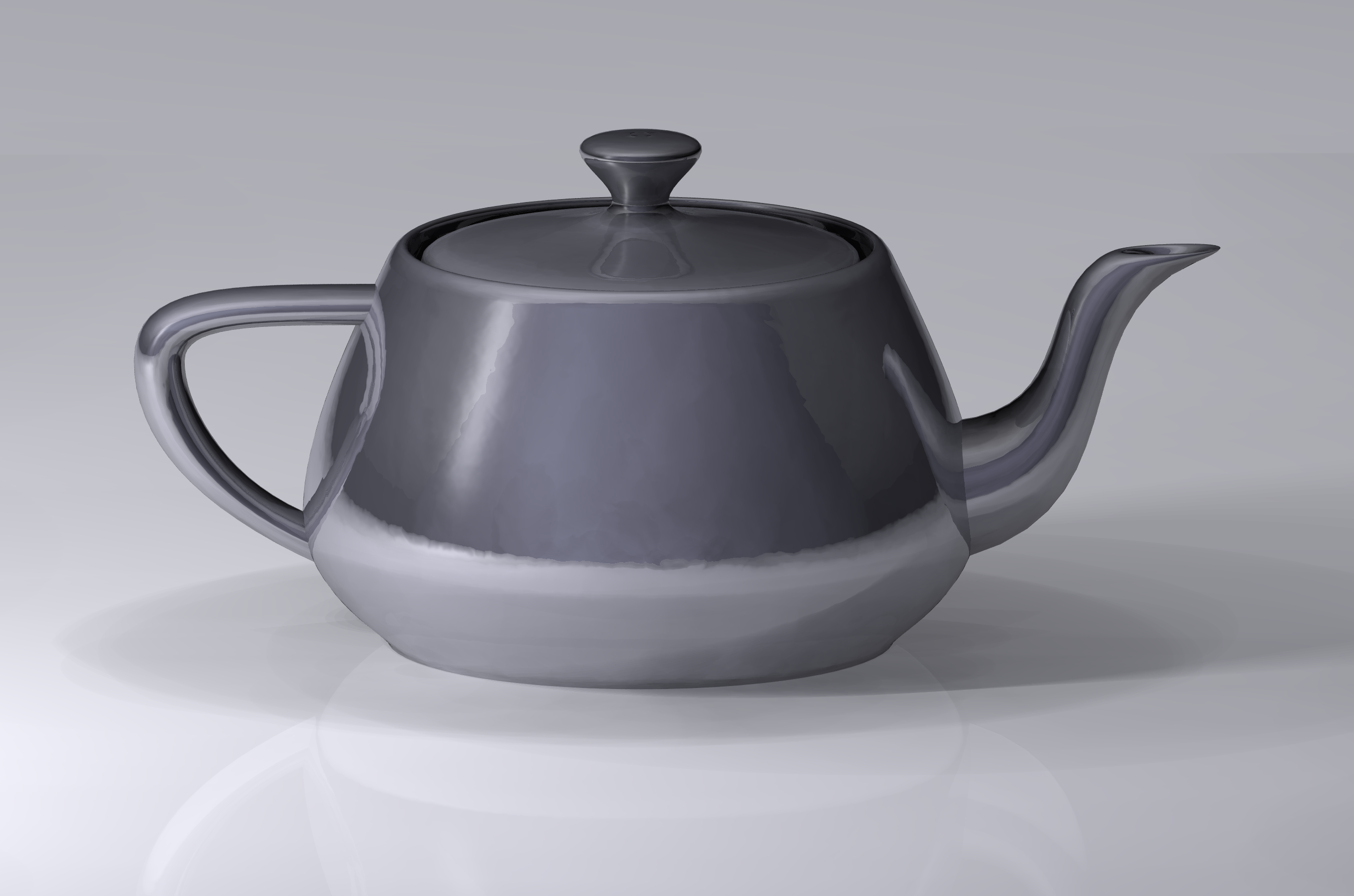
马丁·纽维尔建立的犹他茶壶模型（1975年）

在犹他大学就读博士的时候，纽维尔创建了犹他茶壶， 他还协助开发了用于渲染的画家算法。他1975年毕业，1977至1979年在犹他研究院做研究。 之后他到帕罗奥多研究中心，从事JaM的研究，JaM表示"John and Martin"，是PostScript的前身，其中John是指约翰·沃诺克（John Warnock），Adobe公司的联合创始人。
1988年，他创建了计算机辅助设计软件公司Ashlar。2007年，马丁·纽维尔成为美国国家工程院院士。 他已经從Adobe公司退休。